# Electro Ghetto (Lied)
Electro Ghetto ist ein Lied des deutschen Rappers Bushido. Der Song ist die erste Singleauskopplung seines gleichnamigen zweiten Soloalbums Electro Ghetto und wurde am 25. Oktober 2004 veröffentlicht.

## Inhalt
Electro Ghetto ist dem Genre Gangsta-Rap zuzuordnen, wobei Bushido vor allem sich selbst und seine Musik preist. So sei er der einzige, der deutschen Rap „hart“ mache und über Kriminalität rappe. Dagegen greift er andere Rapper an, wobei er namentlich Blumentopf, Raptile, Flowin Immo sowie Torch erwähnt und die Künstler seines ehemaligen Labels Aggro Berlin mit der US-amerikanischen Boygroup B2K vergleicht. Der Text ist durchsetzt mit Beleidigungen sowie Gewaltdarstellungen und enthält auch weitere typische Gangsta-Rap-Themen, wie Drogenhandel, Reichtum und den Aufstieg zum Star.

„Ich mach den Sound für den Hof im Knast

Ich bin der Grund, warum du nie deine Millionen machst

Ich hab den Sound, den Sound für die Dealer im Park

Denn ohne mich wird Deutscher Rap schon wieder nicht hart“

## Produktion
Der Song wurde von dem Musikproduzenten DJ Ilan, in Zusammenarbeit mit Bushido selbst, produziert. Beide fungierten auch als Autoren des Liedes. Für die Musik verwendeten sie ein Sample des Stücks Towards the Gate of Stars des norwegischen Musikers Mortiis.

## Musikvideo
Bei dem zu Electro Ghetto gedrehten Musikvideo führte der Regisseur Hinrich Pflug Regie. Es verzeichnet auf YouTube über 1,7 Millionen Aufrufe (Stand Mai 2021).
Das Video ist größtenteils in Schwarz-weiß gehalten und wurde in einer Bauruine gedreht. Zu Beginn sehen sich ein paar Jugendliche Bushidos Musikvideo auf alten Fernsehern an und rennen anschließend durch die Ruine. Bushido läuft ebenfalls durch das Gebäude und rappt den Song dabei aggressiv in die Kamera. Später steht er rappend vor einem brennenden Auto, während nun Kinder, teilweise mit Baseballschlägern in der Hand, durch die Ruine rennen und eine brennende Tonne umtreten. Gegen Ende des Videos steigt Bushido zu seinem Labelkollegen Baba Saad ins Auto ein und fährt davon.

## Single

### Covergestaltung
Das Singlecover ist schwarz-weiß gehalten und zeigt Bushido, der ein schwarzes T-Shirt trägt. Er hat den Blick nach unten gerichtet und die Hände ineinander gelegt. Rechts im Bild befinden sich Bushidos B-Logo sowie der Schriftzug Electro Ghetto in Schwarz. Der Hintergrund ist grau und schwarz gehalten.

### Titelliste
1. Electro Ghetto (Original) – 3:43
2. Electro Ghetto (Clean) – 3:57
3. Electro Ghetto (Instrumental) – 3:43
4. Electro Ghetto (ErsguterBushido Remix) – 3:44
5. Electro Ghetto (D-Bo Remix) – 4:11
6. Electro Ghetto (EastBlock Remix) – 4:00
7. Electro Ghetto (MTC YAW Remix) – 4:50

### Chartplatzierungen
Electro Ghetto stieg am 8. November 2004 auf Platz 31 in die deutschen Singlecharts ein und hielt sich insgesamt neun Wochen lang in den Top 100. Es ist somit Bushidos erster Song, der die deutschen Singlecharts erreichte. Dagegen konnte sich das Lied in Österreich und der Schweiz nicht in den Charts platzieren.
| ChartsChartplatzierungen | Höchstplatzierung | Wochen |
| ------------------------ | ----------------- | ------ |
| Deutschland (GfK)        | 31 (9 Wo.)        | 9      |

## Kritik
Aufgrund der Zeile „Salutiert, steht stramm, ich bin der Leader wie A.“ wurde Bushido vorgeworfen, sich mit Adolf Hitler zu vergleichen. Jedoch stellt sie lediglich ein Zitat des Rappers Azad aus dem Lied Der Bozz („Kniet nieder, salutiert, steht stramm“) dar. Bushido äußerte sich zum Sachverhalt mit den Worten: „Absoluter Schwachsinn […] Ich will jetzt gar nicht so tun, als hätte ich die Reaktionen nicht auch verschuldet. Das war halt eine willkommene Provokationsmöglichkeit. Ich finde es aber traurig, dass die Öffentlichkeit sich so leicht provozieren lässt.“

## Remix
Auf der Wiederveröffentlichung des Albums Electro Ghetto von 2005 ist statt des Originalsongs ein von Beatlefield produzierter Remix enthalten. Dieses Lied enthält den gleichen Text, jedoch eine andere Musik und ist auch auf der Kompilation Das Beste zu finden.